# Alue Tho (Krueng Sabee)
Alue Tho is een bestuurslaag in het regentschap Aceh Jaya van de provincie Atjeh, Indonesië. Alue Tho telt 312 inwoners (volkstelling 2010).